# Herr, deine Liebe ist wie Gras und Ufer
Herr, deine Liebe ist wie Gras und Ufer ist der Titel eines christlichen Lieds.

## Entstehung
1965 verfasste die deutsche Schriftstellerin Christa Weiß den Text des Liedes Die ganze Welt hast du uns überlassen anlässlich des Deutschen Evangelischen Kirchentages. Der schwedische Pfarrer Anders Frostenson griff den Text auf und schrieb daraufhin den Liedtext Guds kärlek är som stranden och som gräset (schwedisch: Gottes Liebe ist wie der Strand und das Gras), der wiederum von dem schwedischen Pfarrer und Komponisten Lars Åke Lundberg neu vertont wurde. Der deutsche Liedtexter Ernst Hansen übersetzte 1970 dieses Lied unter dem Titel Herr, deine Liebe ist wie Gras und Ufer ins Deutsche.